# ویلیام ال. ایگلتون
ویلیام ال. ایگلتون جونیور (به انگلیسی: William Lester Eagleton, Jr.) (زاده ۱۷ اوت ۱۹۲۶ در پئوریا، ایلینوی، آمریکا، درگذشته ۲۷ ژانویه ۲۰۱۱ در تائوس، نیومکزیکو، آمریکا) دیپلمات اهل آمریکا بود. او در سال‌های ۶۱–۱۹۵۹، کنسول آمریکا در تبریز بود.